# بحة الصوت الناجمة عن التوتر العضلي
بُحَّة الصوت الناجمة عن التوتر العضلي «إم تي دي» (بالإنجليزية: Muscle tension dysphonia)‏ مصطلح صاغه موريسون عام 1983 يصف بحة الصوت الناجمة عن زيادة توتر العضلات المحيطة بعضو التصويت (الحنجرة) العضلات الحنجرية وجانب الحنجرية. يمثل هذا الاضطراب تشخيصًا موحدًا لعملية مرضية سيئة التصنيف سابقًا، ويسمح بتشخيص بحة الصوت الناجمة عن الكثير من المسببات المرضية المختلفة، ويمكن تأكيده بالقصة المرضية والفحص السريري وتنظير الحنجرة والتنظير الفيديوي بمنظار الرعاش الحركي، وهي تقنية تسمح بالرؤية المباشرة للحنجرة والحبال الصوتية وحركتها.
يملك الاضطراب تسميات أخرى مثل بحة الصوت سوء استعمال العضلات وبحة فرط الوظيفة العضلية وبحة فرط الحركية وغيرها. يمكن أن يُقسم الاضطراب إلى مجموعتين أولي وثانوي. يحدث الاضطراب الأولي دون مسبب عضوي بينما بنجم الثانوي عن مصدر عضوي كامن.
يشيع تشخيص بحة الصوت الناجمة عن التوتر العضلي لدى النساء وفي الأعمار المتوسطة وعند المصابين بمستويات عالية من التوتر، ويُشاهد غالبًا عند من يستخدمون صوتهم بكثرة مثل المغنين والمعلمين.

## المسببات المرضية

### الفسيولوجيا المرضية
تشمل الآلية المرضية لإم دي تي عوامل عدة. يحتاج توليد الصوت تنسيقًا بين عضلات متعددة وبنى حنجرية أخرى. تسبب عوامل متعددة توتر عضلات الحنجرة، وهذا يغير وضعية الحنجرة ويؤثر في البنى الغضروفية ضمنها ما يؤدي إلى شذوذ التصويت. هناك زيادة في الفعالية العضلية بسبب المزاج الشخصي وزيادة استخدام الصوت والأسباب الطبية والجسدية الكامنة.

#### بحة الصوت البدئية الناجمة عن توتر العضلات
لا تترافق بحة الصوت الأولية مع مسبب عضوي كامن أو عامل جسدي مؤثر ولا يوجد سبب نفسي أو عصبي وراءها، بل تنجم عن زيادة توتر العضلات الحنجرية نتيجة سمات شخصية مثل القلق أو عوامل الحياة الأخرى مثل زيادة التوتر، وقد يصاب مفرطو استخدام الصوت مثل المعلمين والمغنين والعاملين في مهن أخرى بهذا الاضطراب. قد يسبب الاستخدام الخاطئ للصوت زيادةً في توتر العضلات ويقود إلى حدوث بحة الصوت. يشكل إم تي دي الأولي نسبةً كبيرةً من حالات الشكايات الصوتية (نحو 40% منها).

#### بحة الصوت الثانوية الناجمة عن توتر العضلات
تنجم إم تي دي الثانوية عن مسبب طبي أو جسدي كامن. قد تؤدي آفات الطيات الصوتية مثل عقد الطية الصوتية أو التبدلات الأخرى في مخاطية الطيات إلى زيادة توتر الحنجرة وإحداث بحة الصوت. يعود الحمض المعدي في داء الارتجاع البلعومي الحنجري (الشبيه بداء الارتجاع المعدي المريئي) إلى الحنجرة، وهذا قد يحرض توتر الحنجرة لمنع استنشاق هذه الحموض. وُجد أيضًا أن إم تي دي قد يصيب النساء بعد سن الضهي بسبب نقص مستويات الهرمونات ما يؤدي إلى تورم النسج الحنجرية وصولًا إلى ضمورها.
قد يصاب الرجال المعمرون ببحة صوت التوتر العضلي نتيجة ترقق الحبال الصوتية مع تقدم السن، وقد تحدث هذه الحالة بعد الإصابة بالعدوى، ومثال ذلك توتر عضلات الحنجرة بعد هجمة التهابية فيها، وقد يبقى هذا التوتر بعد زوال المرض.

## العلامات والأعراض
يسبب إم تي دي تغير نوعية الصوت إلى أصوات لاهثة أو خشنة. قد يشكو المرضى من شذوذ صوتهم وحاجتهم لبذل الجهد لإصدار الصوت وزيادة البحة مع زيادة التصويت.

## التشخيص
يفيد التعاون بين فريق متعدد التخصصات يشمل طبيب أذن وأنف وحنجرة واختصاصي أمراض النطق واللغة في تقييم إم تي دي وتشخيصه، ومن المهم النظر في التشخيصات التفريقية الأخرى لبحة الصوت.

### الفحص الجسدي
يعد الجس المناورة الأساسية في الفحص الجسدي عند تقييم إم تي دي. يرتفع مستوى الحنجرة بالجس بسبب زيادة التوتر العضلي للعضلات الحنجرية وجانب الحنجرية. تطورت مقاييس متنوعة للمساعدة على توحيد عملية التشخيص وجعل الاختبار أكثر موضوعية.